# 林逸翔
林逸翔（1992年12月16日—），曾為台灣旅美棒球選手，目前效力於富邦悍將隊，守備位置為投手。
2012年球季前，由巴爾的摩金鶯以15萬美元簽約金簽下當時就讀國立臺灣體育運動大學的左投林逸翔。經過五年發展，僅升至短期1A，於2016年季後被解約。隔年轉投四國島聯盟plus高知鬥犬隊，並預備參與中華職棒季中選秀。在7月3日舉行之選秀會上，被Lamigo桃猿隊以第五輪（全選秀會第17順位），月底達成共識，以零簽約金(旅外球員返國依規定無簽約金)，12萬月薪加盟，被認為可補充桃猿左手牛棚戰力。
2020年球季結束後遭樂天桃猿釋出，但獲得富邦悍將網羅，得以延續球員生涯。2021年林逸翔受重用在一軍出賽29場，拿到2勝1敗4中繼成功。2022年則一整年都未上到一軍，但在二軍也只有2場出賽，因此2022年球季過後，林逸翔遭到富邦悍將釋出。林逸翔遭富邦悍將釋出後，決定不再打球，決定轉往其他領域發展。

## 經歷

### 三級棒球、業餘與職業
- 臺南市善化區善化國小少棒隊
- 臺南市善化國中青少棒隊
- 高雄市立三民高級中學青棒隊
- 國立臺灣體育運動大學（富邦公牛）棒球隊
- 美國職棒巴爾的摩金鶯（2012年3月～2016年11月），新人聯盟→短期1A
- 日本獨立聯盟四國島聯盟plus高知鬥犬（日语：高知ファイティングドッグス）（2017年）
- 中華職棒Lamigo桃猿（2017年7月28日－2019年12月16日）
- 中華職棒樂天桃猿（2019年12月17日－2020年11月30日）
- 中華職棒富邦悍將（2020年12月11日－2020年12月）

### 國際賽
- 2014年亞運，頂替王維中空缺[4]

## 職棒生涯成績

### 美國職棒
- 小聯盟投球局數120.0局，7勝8敗4.05自責分率

### 中華職棒
| 年度 | 球隊       | 出賽 | 先發 | 勝投 | 敗投 | 中繼 | 救援 | 完投 | 完封 | 四死 | 三振 | 責失 | 投球局數 | 自責分率 | 被上壘率 |
| ---- | ---------- | ---- | ---- | ---- | ---- | ---- | ---- | ---- | ---- | ---- | ---- | ---- | -------- | -------- | -------- |
| 2018 | Lamigo桃猿 | 2    | 0    | 0    | 0    | 0    | 0    | 0    | 0    | 2    | 1    | 5    | 2.0      | 22.50    | 4.00     |
| 2019 | Lamigo桃猿 | 7    | 0    | 0    | 0    | 0    | 0    | 0    | 0    | 4    | 11   | 8    | 10.0     | 7.20     | 2.20     |
| 2020 | 樂天桃猿   | 3    | 0    | 0    | 0    | 0    | 0    | 0    | 0    | 7    | 3    | 5    | 3.1      | 13.50    | 3.00     |
| 2021 | 富邦悍將   | 29   | 0    | 2    | 1    | 4    | 0    | 0    | 0    | 21   | 21   | 11   | 27       | 3.67     | 1.26     |
| 合計 | 5年        | 41   | 0    | 2    | 1    | 4    | 0    | 0    | 0    | 37   | 36   | 29   | 42.1     | 6.17     | 1.75     |

## 外部連結
- 林逸翔在台灣棒球維基館上的頁面（繁體中文）
- 林逸翔在中華職棒
- 林逸翔在Baseball-Reference.com（小聯盟以及海外聯盟）（英语）
- 林逸翔在The Baseball Cube（英语）